# 甘肃中医药大学
甘肃中医药大学，原名甘肃中医学院，是中国甘肃省兰州市一所公办本科层次的高校，成立于1978年。学校占地面积878.5亩，建筑面积27.5万平米。全日制在校生有9314人，其中本科生8737人，硕士研究生573人。2015年2月教育部正式批准改名为甘肃中医药大学。

## 主要历史
1978年，开始建立甘肃中医学院。
2015年，国家教育部正式批准甘肃中医学院改名为甘肃中医药大学。

## 学院设置
该校有18个院系：中医临床学院、药学院、针灸推拿学院、中西医结合学院、临床医学院、护理学院、基础医学院、公共卫生学院、医学技术学院、信息工程学院、经贸与管理学院、人文与社会科学学院、继续教育学院、藏医学院、附属医院临床教学部、理科教学部、外语教学部、体育艺术课部。